# Regio-Schienen-Takt Augsburg
Der Regio-Schienen-Takt Augsburg, auch RegioSchienenTakt, ist ein Projekt im Augsburger Verkehrsverbund, das den Ballungsraum Augsburg mit einem leistungsfähigen Schienenpersonennahverkehr versorgen soll. Dabei sollen die bisher radial auf Augsburg zulaufenden Regionalbahnlinien durch mehrere Durchmesserlinien ersetzt werden. Als zentraler Knotenpunkt soll dabei der Augsburger Hauptbahnhof dienen.

## Mobilitätsdrehscheibe Augsburg-Hauptbahnhof
Ein grundlegendes Element der derzeitigen Planungen ist der Um- und Ausbau des Augsburger Hauptbahnhofes zur sogenannten Mobilitätsdrehscheibe, bei der er als Knotenpunkt von Nah-, Regional- und Fernverkehr dienen soll. Hierbei sollen alle Linien des Regio-Schienen-Taktes den Hauptbahnhof bedienen, wobei die meisten dort aber nicht enden werden. Durch aufeinander abgestimmte Fahrpläne sollen ferner kürzere Warte- und damit Reisezeiten erreicht werden.
Die Planungen sehen dabei folgende Maßnahmen vor:
- Erweiterung des Bahnhofes um einen weiteren Bahnsteig
- Umbaumaßnahmen, um den Bahnhof vollständig barrierefrei zu gestalten
- Bau einer unterirdischen Haltestelle für mehrere Linien der Straßenbahn Augsburg

Der Umbau des Hauptbahnhofs begann 2012 mit Arbeiten für den Straßenbahntunnel unter dem Bahnhof zugleich mit dem Umbau der Haltestellenanlage am Augsburger Königsplatz. Bereits zum 15. Dezember 2013 wurde der neue Umsteigeknoten auf dem Königsplatz in Betrieb genommen. Der symbolische Baubeginn am Bahnhof erfolgte im Juli 2015. Im März 2021 erfolgte der Tunneldurchschlag. Der Straßenbahntunnel soll nach mehrfachen Verschiebungen bis Juli 2027 in Betrieb gehen.

## Aktuelle Situation
Der Nahverkehrsplan der Stadt Augsburg und der Landkreise Augsburg und Aichach-Friedberg für die Jahre 2006 bis 2011 wurde am 27. April 2006 gefasst. Darin waren erste Pläne mit einem Zielnetz für einen erweiterten Regionalverkehr im Jahr 2011 enthalten. Dieser Beschluss wurde in kleineren Elementen inzwischen wieder verändert – so hat die Kommission zum Beispiel von der Reaktivierung des Haltepunktes Augsburg Hirblingerstraße zwischenzeitlich Abstand genommen. In den offiziellen Pressemitteilungen wird das Projekt als RegioSchienenTakt Augsburg bezeichnet. Es soll ein „leistungsfähiger Regionalbahnverkehr mit S-Bahn-Charakter“ entstehen. Es wird kein einheitlich zu vermarktendes Netz mit einheitlicher Traktion unter einem Betreiber angestrebt.

Im Nahverkehrsplan fixiertes Zielnetz des RegioSchienenTakt Augsburg

In einem ersten Schritt in diese Richtung wurde zwischen Augsburg Hauptbahnhof und Bobingen zum Fahrplanwechsel im Dezember 2007 ein 15-Minuten-Takt eingeführt. Außerdem nahm der Fugger-Express seinen Betrieb auf, ein Regional-Express zwischen München und Augsburg, dessen Triebwagen in Augsburg geflügelt werden und weiter nach Ulm und Donauwörth/Treuchtlingen/Aalen im 30-Minuten-Takt fahren. Im Zusammenspiel mit den schon bestehenden Regionalbahnlinien hat sich zum Fahrplanwechsel 2008 abschnittsweise ein angenäherter 15-Minuten-Takt ergeben.
Zwischen 2007 und 2015 stieg die Zahl der Fahrgäste zwischen Augsburg und München um 43 Prozent, auf der Paartalbahn Richtung Aichach um mehr als 70 Prozent.
Einige Engpässe blockieren eine weitere Angebotsausweitung: So müssen Teilstrecken des zukünftigen Liniennetzes wegen der Taktzeiten (zu Stoßzeiten bis zu 15 Minuten) dreigleisig ausgebaut werden, was aber z. B. zwischen Augsburg-Oberhausen und Westheim beziehungsweise Meitingen noch nicht gegeben ist. Dieser Ausbau ist weder planerisch noch finanziell abgesichert.
Die Regierung von Schwaben hat auf Antrag des Eisenbahn-Bundesamtes im März 2013 ein Anhörungsverfahren zum Neubau eines zusätzlichen Bahnsteigs im Hauptbahnhof in Augsburg eingeleitet. Konkret umfasst die Baumaßnahme neben dem Neubau eines zusätzlichen Bahnsteigs im Hauptbahnhof Augsburg auch den Bau einer Zugbildungsanlage. Des Weiteren gehört zu den Umbaumaßnahmen die erforderliche Spurplanänderung im Zu- und Ablauf zu den Bahnsteigen, der Neubau eines Abstellgleises am Haltepunkt Inningen und die Blockverdichtung in Bobingen.
Folgende neue Haltepunkte sollen das Haltestellennetz verdichten:
- Mering-St. Afra (seit Dezember 2008)[8]
- Graben (Lechfeld)-Gewerbegebiet (seit Oktober 2012)[9]
- Paar (vsl. als Kreuzungsbahnhof)
- Vogelsang (abhängig vom dreigleisigen Ausbau)
- Augsburg Hirblingerstraße (abhängig vom dreigleisigen Ausbau)

Folgende Haltepunkte wurden verworfen:
- Mödishofen

Die Bayerische Eisenbahngesellschaft sieht Zielbahnsteighöhen von sowohl 55 als auch 76 Zentimetern vor.

## Liniennetz
Laut dem „Nahverkehrsplan 2015plus“ des AVV sollen alle acht Bahnstrecken, die auf Augsburg zulaufen, einbezogen werden. Vom AVV selbst werden nur die Abschnitte innerhalb des Verbunds in die Planungen einbezogen. Die genaue Verknüpfung und Bezeichnungen der Durchmesserlinien sind noch nicht festgelegt. Im Uhrzeigersinn sind dies:
| Bahnstrecken | Länge | Bahnhöfe        |
| --- | ----- | --------------- |
| Ingolstadt–Augsburg-Hochzoll A. Hauptbahnhof – A. Haunstetter Straße – A.-Hochzoll – Friedberg – Paar – Dasing – Obergriesbach – Aichach – Radersdorf (– Ingolstadt)                                                                                        | 32 km | 9               |
| München–Augsburg A. Hauptbahnhof – A. Haunstetterstraße – A.-Hochzoll – Kissing – Mering-St. Afra – Mering – Althegnenberg – Haspelmoor – Mammendorf (– München Hbf)                                                                                        | 31 km | 9               |
| Mering–Weilheim A. Hauptbahnhof – A. Haunstetterstraße – A.-Hochzoll – Kissing – Mering-St. Afra – Mering – Merching – Schmiechen (– Geltendorf – Weilheim)                                                                                                 | 22 km | 8               |
| Bobingen–Kaufering und Kaufering–Landsberg am Lech A. Hauptbahnhof – A. Morellstraße – A. Messe – Inningen – Bobingen – Oberottmarshausen – Graben (Lechfeld)-Gewerbepark – Lagerlechfeld – Klosterlechfeld (– Landsberg (Lech))                            | 25 km | 9               |
| Augsburg–Buchloe A. Hauptbahnhof – A. Morellstraße – A. Messe – Inningen – Bobingen – Schwabmünchen (– Buchloe) | 25 km | 6               |
| Gessertshausen–Türkheim (Gessertshausen–Langenneufnach ab Dezember 2022) A. Hauptbahnhof – A.-Oberhausen – A. Hirblingerstraße – Neusäß – Westheim – Vogelsang – Diedorf – Gessertshausen (– Margertshausen – Fischach – Wollmetshofen – Langenneufnach)    | 42 km | 8 (geplant: 12) |
| Augsburg–Ulm A. Hauptbahnhof – A.-Oberhausen – A. Hirblingerstraße – Neusäß – Westheim – Vogelsang – Diedorf – Gessertshausen – Kutzenhausen – Dinkelscherben (– Ulm Hbf)                                                                                   | 26 km | 10              |
| Augsburg–Nördlingen und Donauwörth–Treuchtlingen A. Hauptbahnhof – A.-Oberhausen – Gersthofen – Gablingen – Langweid (Lech) – Herbertshofen – Meitingen – Westendorf – Nordendorf – Mertingen – Bäumenheim – Donauwörth – Otting-Weilheim (– Treuchtlingen) | 63 km | 13              |